# James Swinnerton
Pour les articles homonymes, voir Swinnerton.
James Guilford Swinnerton (né le 13 novembre 1875 à Eureka (Californie) et mort le 8 septembre 1974 à Palm Springs) est un auteur de bande dessinée et peintre paysagiste américain. Il a signé ses œuvres Jimmy Swinnerton, Swinny, Swin et Guilford. Il a joué un rôle majeur dans le développement de la bande dessinée à la fin du XIXe siècle.

## Biographie
James Guilford Swinnerton Jr. naît le 13 novembre 1875 à Eureka, petite ville de la côte nord californienne, de Jennie Wise et James Guilford Swinnerton, juge et éditeur de journaux. En 1891, peu après son inscription à la San Francisco Art Association (en), il est embauché par le San Francisco Examiner de William Randolph Hearst, d'abord à mi-temps puis rapidement à plein temps comme dessinateur sportif, même s'il se spécialise rapidement dans la bande dessinée humoristique.
En 1893, Swinnerton lance en effet Little Bears (en), une série hebdomadaire mettant en scène les aventures joyeuses d'un groupe d'oursons anthropomorphes, qui connaît rapidement le succès auprès du jeune public ; il s'agit d'une des premières séries de bande dessinée américaines, et la première bande dessinée animalière du pays. En 1897, Swinnerton épouse Thalia Treadwell, qui décède en 1902.
En 1899, Swinnerton s'installe à New York et passe de l'Examiner au New York Journal, une autre publication de Hearst ; tout en y poursuivant Little Bears jusqu'en 1901, il y crée de nombreuses autres séries, souvent éphémères. L'une d'entre elles, mettant en scène une bande de tigrons, s'avère plus pérenne lorsqu'il la centre sur Mr. Jack (en), un tigre flambeur et séducteur, qui obtient une planche dominicale de 1902 à 1904, une bande quotidienne de 1912 à 1919, et à nouveau une planche dominicale de 1926 à 1935.
En 1904, Swinnerton lance Little Jimmy, série humoristique suivant les pérégrinations de Jimmy Thompson, un petit garçon qui passe ses journées à explorer le monde qui l'environne ; son plus grand succès. La même année, Swinnerton se remarie avec Harriet Hacker. Deux ans plus tard, diagnostiqué tuberculeux, il retourne en Californie, dans la ville de cure de Colton, puis passe en Arizona en 1914. 
En 1917, il divorce pour épouser Louise Scher, dont il adopte la fille née d'un précédent mariage ; par ailleurs, guéri, il se réinstalle en Californie, tout en continuant régulièrement à se rendre en Arizona, où il déplace l'action de Little Jimmy, dont la planche dominicale doublée d'une bande quotidienne de 1920 à 1937. Des années 1920 aux années 1940, Swinnerton réalise une autre bande dessinée inspirée par l'Ouest américain, Canyon Kiddies, publiée dans le magazine féminine Good Housekeeping, autre possession du groupe Hearst.
En 1936, Swinnerton et Louise divorcent et celui-ci se remarie avec Gretchen Richardson, avec laquelle il n'a pas plus d'enfants qu'avec ses trois premières épouses. De 1941 à 1945, il abandonne Little Jimmy pour lancer se consacrer au western Rocky Mason, Government Marshal ; il mène ensuite les deux séries de front jusqu'à ce qu'une santé déclinante le force à prendre retraite en 1958. Il continue néanmoins à peindre des paysages inspirés de l'Ouest américain jusqu'à peu avant sa mort en 1974, à 98 ans.

## Œuvres
- The Little Bears (en) (illustrations et dessins d'humour), San Francisco Examiner, 1893-1896)
- The Little Tigers (illustrations et comic strip, New York Journal, 1896-1903)
- Mr. Jack (en) (comic strip, New York Journal puis King Features Syndicate, 1903-1935)
- Little Jimmy (en) (comic strip, New York Journal puis King Features Syndicate, 1904-1958)